# Girvasite
La girvasite è un minerale.